# Vladislav Sozonov
Pas d'image ? Cliquez ici

a Compétitions nationales et continentales officielles uniquement.

b Matchs officiels uniquement.
Dernière mise à jour le 13 mai 2021.
Vladislav Sozonov (en russe : Владислав Созонов), né le 9 octobre 1993, est un joueur russe de rugby à XV qui joue au poste d'ailier. 

## Biographie
Natif de Kiev, il grandit à Monino, où il commence le rugby au sein du club local, le VVA Podmoskovie, à l'âge de 6 ans. Il commence en sénior avec l'équipe réserve du VVA Podmoskovie à l'âge de 16 ans. Il intègre l'équipe première du club en 2011, et devient un membre important de l'équipe. Lors de la saison 2015, il est le meilleur marqueur de son équipe. 
Joueur disposant d'une grande pointe de vitesse, il attire assez tôt l’œil de la sélection russe à sept. Il débute avec la sélection lors des Seven's Grand Prix Series 2014, et remporte les titres 2016 et 2017. Il est un membre régulier de la sélection lors de son passage en World Rugby Sevens Series, de 2015 à 2018 (24 tournois disputés durant ce laps de temps). En 2016, il participe au tournoi olympique qualificatif, mais échoue avec la Russie à la troisième place. En 2018, il participe à la coupe du monde de rugby à sept, et y inscrit trois essais. 
Il débute avec la sélection à XV lors de la Coupe des Nations de Hong Kong 2017 (en). Bien que peu capé (8 sélections), il est inclus dans l'effectif russe pour la coupe du monde de rugby à XV 2019. Il jouera trois matchs, et sera titulaire face à l'Écosse.
En 2021, il quitte son club formateur et rejoint le Lokomotiv Penza.

## Palmarès
- Seven's Grand Prix Series 2016
- Tournoi européen de Pologne de rugby à sept 2017
- Tournoi européen d'Angleterre de rugby à sept 2017
- Seven's Grand Prix Series 2017
- Coupe des Nations de Hong Kong 2017 (en)

## Statistiques

### En sélection
| Année | Compétition                              | Matchs | Points | Essais | Transf. | Drops | Pénal. |
| ----- | ---------------------------------------- | ------ | ------ | ------ | ------- | ----- | ------ |
| 2017  | Coupe des Nations de Hong Kong 2017 (en) | 3      | 5      | 1      | -       | -     | -      |
| 2018  | REC 2018                                 | 2      | -      | -      | -       | -     | -      |
| 2019  | Coupe des Nations 2019                   | 3      | -      | -      | -       | -     | -      |
| 2019  | Coupe du monde de rugby à XV 2019        | 3      | -      | -      | -       | -     | -      |
| 2020  | REC 2020                                 | 2      | 5      | 1      | -       | -     | -      |
| Total | Total                                    | 13     | 10     | 2      | -       | -     | -      |

| Essai | Adversaire | Lieu                                       | Compétition                              | Date             | Résultat | Score |
| ----- | ---------- | ------------------------------------------ | ---------------------------------------- | ---------------- | -------- | ----- |
| 1     | Chili      | Hong Kong Football Club Stadium, Hong Kong | Coupe des Nations de Hong Kong 2017 (en) | 18 novembre 2017 | Victoire | 42-11 |
| 1     | Belgique   | Stade Fallon, Woluwe-Saint-Lambert         | REC 2020                                 | 8 février 2020   | Défaite  | 38-12 |